# Jakub Marley
Jakub Marley (ang. Jacob Marley) – postać drugoplanowa opowiadania Karola Dickensa Opowieść wigilijna wydanego w 1843 roku. Był jedynym przyjacielem i wspólnikiem Ebenezera Scrooge'a. Razem z nim założył firmę „Marley & Scrooge”.
Czytelnik poznaje Marleya siedem lat po jego śmierci. Zjawia się on pewnego wieczoru, niedługo przed świętami Bożego Narodzenia i zarazem w rocznicę swojej śmierci w domu Scrooge’a. Na początku Ebenezer nie daje wiary, że widzi swojego dawno zmarłego wspólnika, lecz po rozmowie przekonuje się, że jest to rzeczywiście duch Jakuba.

## Wygląd
Marley, gdy przyszedł do Scrooge’a, wyglądał tak samo, jak za życia. Odziany był w ten sam zniszczony płaszcz i buty. Ciało Marleya było przezroczyste. Jednak jeden szczegół przykuł wzrok Ebenezera – były to doczepione skrzynki na pieniądze, portmonetki, liczne klucze, księgi rachunkowe, a wszystko to zaczepione było na ciężkich łańcuchach. Zjawa twierdziła, że sam przez całe życie nakładał nieświadomie na siebie te rzeczy, a teraz musi cierpieć i pokutować za swoje złe i niegodziwe życie.

## Cel przyjścia Marleya
Duch Jakuba zjawił się w domu Scrooge’a, aby go ostrzec, że nie może być tak bezdusznym i okrutnym człowiekiem, jakim jest teraz i jakim Marley był kiedyś. Powiedział, że interesy i sprawy doczesne są nieważne, że celem życia człowieka jest miłość i pomoc bliźniemu. Marley pouczał Scrooge’a, że jeśli nie zmieni swojego życia, to podzieli jego los i razem z nim będzie skazany na wieczną tułaczkę. Mówił: 
Przeznaczeniem człowieka (...) jest żyć wspólnym życiem z braćmi swymi, ludźmi; razem z nimi pracować dla wspólnego dobra, razem cierpieć w niedoli, dzielić ich radość i cieszyć się ich szczęściem. Kto się od swoich bliźnich odłącza za życia, ten po śmierci skazany jest na wieczne tułactwo (...), staje się martwym świadkiem tych wszystkich spraw i rzeczy, w których nigdy nie brał udziału (słowa Marleya do Scrooge’a, fragment „Opowieści Wigilijnej”)

## Rola Marleya w opowieści
Marley jest postacią tragiczną. Za życia był złym człowiekiem i obojętnym na cierpienie i potrzeby innych ludzi, interesowały go tylko pieniądze. Siedem lat po śmierci zjawił się u Scrooge’a i przekonywał go, że takie życie, jakie do tej pory prowadził Scrooge, jest bezwartościowe i bezowocne. Mimo że zjawie wraz z pomocą kolejnych trzech duchów udaje się zmienić życie Scrooge’a, to Marley nadal jest skazany na wieczne cierpienia, tułaczkę i nikt nie może mu pomóc. Choć zrozumiał swoje błędy i żałował ich, było już za późno, by naprawił całe zło, które wyrządził bliźnim. Było to pierwsze i zarazem ostatnie spotkanie ducha Jakuba z Ebenezerem Scrooge’em.